# Molasses Act
Il Molasses Act del 1733 fu una legge del Parlamento della Gran Bretagna (6 Geo. 2. c. 13) che imponeva una tassa di sei penny per gallone sulle importazioni di melassa proveniente da colonie non britanniche. L'approvazione della legge da parte del Parlamento avvenne principalmente su insistenza dei grandi proprietari terrieri delle piantagioni nelle Indie Occidentali britanniche. L'obiettivo dell'Atto non era quello di aumentare le entrate fiscali, ma di regolamentare il commercio rendendo i prodotti britannici più economici di quelli delle Indie Occidentali francesi. L'Atto ebbe un forte impatto sul significativo commercio coloniale di melassa.

## Storia
I mercanti acquistavano zucchero grezzo (spesso nella sua forma liquida, melassa) dalle piantagioni nei Caraibi e lo spedivano nel New England e in Europa, dove veniva venduto alle distillerie che producevano rum. I mercanti capitalisti usavano il denaro ricavato dalla vendita dello zucchero nel New England per acquistare rum, pellicce e legname, che i loro equipaggi spedivano in Europa. Con i profitti delle vendite europee, i mercanti acquistavano manufatti europei, tra cui strumenti e armi; nella tappa successiva, spedivano questi prodotti manufatti, insieme allo zucchero e al rum americani, nell'Africa occidentale, dove li barattavano con schiavi catturati da potentati locali. Gli equipaggi poi trasportavano gli schiavi nei Caraibi e li vendevano ai proprietari delle piantagioni di zucchero. Il denaro proveniente dalla vendita degli schiavi in Brasile, nelle isole caraibiche e nel sud dell'America veniva utilizzato per acquistare più materie prime, riavviando il ciclo. L'intero viaggio triangolare richiedeva in media un anno solare, secondo lo storico Clifford Shipton.
La prima tratta del triangolo partiva da un porto europeo per l'Africa, dove le navi trasportavano rifornimenti da vendere o barattare, come rame, stoffe, ninnoli, perle di schiavi, armi e munizioni. All'arrivo della nave, il suo carico veniva venduto o barattato con schiavi. Nella seconda tratta, le navi effettuavano il viaggio della tratta degli schiavi dall'Africa al Nuovo Mondo. Molti schiavi morivano di malattia nelle stive affollate delle navi negriere. Una volta raggiunte le Americhe, gli schiavi sopravvissuti venivano venduti nei Caraibi o nelle colonie americane. Le navi venivano poi preparate per essere accuratamente pulite, drenate e caricate con merci da esportare per il viaggio di ritorno, la terza tappa, verso il loro porto d'origine.  Dalle Indie Occidentali i principali carichi di esportazione erano zucchero, rum e melassa; dalla Virginia, tabacco e canapa. La nave poi tornava in Europa per completare il triangolo.

## Contenuto
Il Molasses Act del 1733 stabiliva quanto segue: